# 다랑쉬굴
다랑쉬 굴은 제주도 동부에 있는 다랑쉬오름과 아끈다랑쉬오름 근처에 위치한 굴이다. 제주 4.3사건 당시 제주 주민들이 숨어있다가 들켜 학살당했던 아픈 역사가 있는 곳이다.